# Hauchecornita
L'hauchecornita és un mineral de la classe dels sulfurs, que pertany i dona nom al grup de l'hauchecornita. Rep el seu nom de William Hauchecorn (1828-1900), director del Geological Survey and Mining Academy de Berlín (Alemanya).

## Característiques
L'hauchecornita és un sulfur de fórmula química Ni9BiSbS₈. Cristal·litza en el sistema tetragonal. Forma cristalls tabular en {001}, així com cristalls prismàtics i piramidals curts, de fins a 4 mil·límetres. La seva duresa a l'escala de Mohs és 5.
Segons la classificació de Nickel-Strunz, l'hauchecornita pertany a «02.B - Sulfurs metàl·lics, M:S > 1:1 (principalment 2:1), amb Ni» juntament amb els següents minerals: horomanita, samaniïta, heazlewoodita, oregonita, vozhminita, arsenohauchecornita, bismutohauchecornita, tel·lurohauchecornita, tučekita, argentopentlandita, cobaltopentlandita, geffroyita, godlevskita, kharaelakhita, manganoshadlunita, pentlandita, shadlunita i sugakiïta.

## Formació i jaciments
Es troba en dipòsits hidrotermals. Sol trobar-se associada a altres minerals com: bismutinita, galena, gersdorffita, or, mil·lerita, quars, siegenita, esfalerita o ullmannita. Va ser descoberta l'any 1892 a mina Friedrich, a Schönstein (Renània-Palatinat, Alemanya). Als territoris de parla catalana ha estat descrita a la mina Cierco, a Vilaller (Alta Ribagorça).

## Grup de l'hauchecornita
El grup de l'hauchecornita és un grup de minerals format per cinc espècies:
| Espècie               | Fórmula        |
| --------------------- | -------------- |
| Arsenohauchecornita   | Ni18Bi₃AsS16   |
| Bismutohauchecornita  | Ni9Bi₁₂S₈      |
| Hauchecornita         | Ni9BiSbS₈      |
| Tel·lurohauchecornita | Ni9Bi(Te,Bi)S₈ |
| Tučekita              | Ni9Sb₂S₈       |